# Saint-Georges-sur-Fontaine
Saint-Georges-sur-Fontaine is een gemeente in het Franse departement Seine-Maritime (regio Normandië) en telt 761 inwoners (1999). De plaats maakt deel uit van het arrondissement Rouen.

## Geografie
De oppervlakte van Saint-Georges-sur-Fontaine bedraagt 9,1 km², de bevolkingsdichtheid is 83,6 inwoners per km².
De onderstaande kaart toont de ligging van Saint-Georges-sur-Fontaine met de belangrijkste infrastructuur en aangrenzende gemeenten.

## Demografie
Onderstaande figuur toont het verloop van het inwonertal (bron: INSEE-tellingen).